# Qiang Du
Qiang Du (chinês simplificado: 杜强) é um matemático e cientista computacional chinês, Fu Foundation Professor of Applied Mathematics da Universidade Columbia. Antes de ir para Columbia foi Verne M. Willaman Professor of Mathematics na Universidade Estadual da Pensilvânia.

## Education
Após obter o bacharelado na Universidade de Ciência e Tecnologia da China em 1983, Du obteve um Ph.D. na Universidade Carnegie Mellon em 1988, orientado por Max Gunzburger.

## Publicações selecionadas
Seus dois artigos mais frequentemente citados são:
- Qiang Du, Vance Faber e Max Gunzburger, "Centroidal Voronoi tessellations: Applications and algorithms", SIAM Review 41 (1999), no. 4, pp. 637–676. MR1722997 (cited 1745 times)
- Qiang Du,[2] Max Gunzburger e Janet S. Peterson, "Analysis and approximation of the Ginzburg-Landau model of superconductivity", SIAM Review 34 (1992), no 1,  54-81.   MR1156289 (cited 461 times)

## Reconhecimentos
Du foi eleito fellow da Society for Industrial and Applied Mathematics em 2013, por "contributions to applied and computational mathematics with applications in material science, computational geometry, and biology". Em 2017 foi eleito Fellow da American Association for the Advancement of Science. Foi palestrante convidado do Congresso Internacional de Matemáticos no Rio de Janeiro (2018: An invitation to nonlocal modeling, analysis and computation).